# La Primavera, Aguascalientes
La Primavera är en ort i Mexiko.   Den ligger i kommunen Jesús María och delstaten Aguascalientes, i den centrala delen av landet, 400 km nordväst om huvudstaden Mexico City. La Primavera ligger 1 900 meter över havet och antalet invånare är 323.
Terrängen runt La Primavera är platt österut, men västerut är den kuperad. Runt La Primavera är det tätbefolkat, med 459 invånare per kvadratkilometer. Närmaste större samhälle är Aguascalientes, 10,6 km öster om La Primavera. Trakten runt La Primavera består till största delen av jordbruksmark.